# Coppa del Generalissimo 1959 (pallacanestro maschile)
La Coppa del Generalissimo 1959 è stata la 23ª Coppa del Generalissimo di pallacanestro maschile.

## Squadre
Alla competizione partecipano le otto migliori classificate della Liga Española de Baloncesto 1958-1959 e le migliori due squadre al termine della stagione regolare di Segunda División (CN Helios e Club San Agustín).
Le migliori due classificate della Primera División entrano in gioco direttamente nelle semifinali.

## Quarti di finale

### Gruppo I
| Pos. | Squadra          | G | V | P | PF  | PS  | DP  | Pt |
| ---- | ---------------- | - | - | - | --- | --- | --- | -- |
| 1.   | CD Hesperia      | 2 | 2 | 0 | 127 | 104 | +23 | 4  |
| 2.   | Espanyol         | 2 | 1 | 1 | 149 | 116 | +33 | 3  |
| 3.   | Club San Agustín | 2 | 1 | 1 | 129 | 160 | -31 | 3  |
| 4.   | Estudiantes      | 2 | 0 | 2 | 115 | 140 | -25 | 2  |

### Gruppo II
| Pos. | Squadra              | G | V | P | PF  | PS  | DP  | Pt |
| ---- | -------------------- | - | - | - | --- | --- | --- | -- |
| 1.   | Aism. Montcada       | 2 | 2 | 0 | 106 | 99  | +7  | 4  |
| 2.   | Juventut Badalona    | 2 | 1 | 1 | 127 | 102 | +25 | 3  |
| 3.   | Oril. Verde Sabadell | 2 | 1 | 1 | 95  | 91  | +4  | 3  |
| 4.   | CN Helios            | 2 | 0 | 0 | 87  | 123 | -36 | 2  |

## Tabellone
|  | Semifinali      | Semifinali      | Semifinali | Semifinali | Semifinali |  |  | Finale         | Finale         | Finale |  |
|  |                 |                 |            |            |            |  |  |                |                |        |  |
|  | Real Madrid     | Real Madrid     | 63         | 58         | 121        |  |  |                |                |        |  |
|  | Barcellona      | Barcellona      | 68         | 65         | 133        |  |  | Barcellona     | Barcellona     | 50     |  |
|  | Hesperia Madrid | Hesperia Madrid | 71         | 42         | 113        |  |  | Aism. Montcada | Aism. Montcada | 36     |  |
|  | Aism. Montcada  | Aism. Montcada  | 48         | 72         | 120        |  |  |                |                |        |  |

## Finale
| Arbitri: | Eduardo Aznar Santiago Fernández |

|            |            |                   |
| Bonareu 18 | Punti      | 14 Rodríguez      |
| Jaime Isal | Allenatori | Eduardo Kucharski |